# 빅토리아노 우에르타
호세 빅토리아노 우에르타 마르케스(스페인어: José Victoriano Huerta Márquez, 1850년 12월 22일 ~ 1916년 1월 13일)는 멕시코의 대통령이자 군인이다.

## 젊은 시절
1850년 멕시코 할리스코주 콜로틀란에서 헤수스 우에르타와 레후지오 마르케스의 아들로 태어났다. 그는 스스로 원주민 출신이라 밝혀왔는데 역사학자들은 그의 아버지가 우이촐족으로 추정하고 있다.
일찍이 읽고 쓰는 것을 배운 그는 1869년 도나토 게라 장군의 눈에 들어 개인 비서가 되었다. 비서일을 하면서 유명해진 우에르타는 게라 장군과 베니토 후아레스 대통령의 도움으로 1872년에 멕시코 시의 차풀테펙에 위치한 멕시코 국립 군사 학교에 가입 승인을 얻었다.
1877년 군사 학교를 졸업한 뒤로는 차후 아내가 되는 에밀리아 모야를 처음으로 만난다. 또 푸에블라주와 베라크루스주에서 지형학 연구를 수행하는 공병대에 고용되었다. 1880년 11월 21일 멕시코시티에서 에밀리아 아길라와 결혼하였고 11명의 아이를 두었다.

## 독재 정치와 실각
멕시코 혁명 당시 1913년 2월 비극의 열흘이란 멕시코시티의 군대 반란에 가담해 프란시스코 I. 마데로 대통령을 살해한 뒤 자신이 대통령이 되어 의회를 해산하고 모든 반대세력을 탄압했다.
이에 베누스티아노 카란사와 알바로 오브레곤, 판초 비야, 에밀리아노 사파타가 이끄는 국내의 혁명과 미국의 적대행위에 직면하고 결국 우에르타는 사임해 스페인으로 달아났다.
당시 우드로 윌슨 대통령은 그를 승인하기를 거부하고 베라크루스를 점령했으며 멕시코 반정부군에게 무기를 공급하도록 허락했다.
1915년에 미국으로 갔으나 멕시코 반란을 선동했다는 혐의로 체포되어 블리스 요새에 갇혀 있다가 그곳에서 죽었다.

## 같이 보기
- 멕시코의 국가원수 목록
- 미국의 베라크루스 점령